# Домінік Чая
Домінік Чая (12 серпня 1995 , Краків ) — польський веслувальник, бронзовий призер Олімпійських ігор 2024 року, чемпіон світу, призер чемпіонатів світу та Європи.

## Виступи на Олімпіадах
| Олімпіада  | Дисципліна     | Місце |
| ---------- | -------------- | ----- |
| Токіо 2020 | парні четвірки | 4     |
| Париж 2024 | парні четвірки | 3     |

## Зовнішні посилання
- Домінік Чая на сайті FISA.